# 天主教貝科莫教區
天主教貝科莫教區（拉丁語：Dioecesis Sinus Comoënsis）是加拿大的一個羅馬天主教教區，屬里穆斯基總教區。
教區位於魁北克北岸區，2006年有教友90,800人，佔轄區總人口98.1%。教區下轄四十四個堂區，有卅六名司鐸。現任教區主教為若望-伯多祿·布萊。

## 歷史
1882年5月29日設聖勞倫斯灣監牧區，1905年9月12日升為代牧區，1945年11月24日升為教區。1986年7月14日易名至今。